# Antheraea kirbyi
Antheraea kirbyi är en fjärilsart som beskrevs av Tutt 1902. Antheraea kirbyi ingår i släktet Antheraea och familjen påfågelsspinnare. Inga underarter finns listade i Catalogue of Life.